# 7476 Огілсбі
7476 Огілсбі (7476 Ogilsbie) — астероїд головного поясу, відкритий 14 квітня 1993 року.
Тіссеранів параметр щодо Юпітера — 3,016.